# Miloš Lopičić
Miloš Lopičić (cyr. Милош Лопичић; ur. 13 września 1990 w Cetynii) – czarnogórski koszykarz grający na pozycji środkowego. Były reprezentant Czarnogóry do lat 18 i 20. Uczestnik Igrzysk Śródziemnomorskich 2009. Od 2014 roku koszykarz klubu KK Maribor.
Wychowanek klubu KK Lovćen Cetinje, w którym występował od 2005 do 2012 roku. Wraz z nim zdobył 3 medale mistrzostw Czarnogóry – srebrne w sezonach 2006/2007 i 2009/2010 oraz brązowe w sezonie 2010/2011. We wrześniu 2012 roku podpisał dwuletni kontrakt ze Stelmetem Zielona Góra, z którym w sezonie 2012/2013 zdobył mistrzostwo Polski. Latem 2013 został graczem słowackiego BC Prievidza. W trakcie sezonu 2013/2014 przeniósł się do słoweńskiego klubu KK Maribor, z którym latem 2014 roku podpisał nowy, dwuletni kontrakt.